# Joanna Bruzdowicz
Joanna Bruzdowicz (Varsavia, 17 maggio 1943 – Taillet, 3 novembre 2021) è stata una compositrice polacca.

## Biografia
Figlia di un violoncellista e di una pianista, Johanna Bruzdowicz fu una bambina prodigio, iniziando a comporre all'età di sei anni. Studiò pianoforte fino al 1966 presso l'Accademia di composizione musicale di Varsavia con Kazimierz Sikorski, Irena Protasiewicz e Wanda Osakiewicz. Dopo aver conseguito il Master of Arts, continuò i suoi studi a Parigi, sotto la guida di Nadia Boulanger, Olivier Messiaen e Pierre Schaeffer (1968–70). Si unì al gruppo elettroacustico Groupe de recherches musicales e conseguì il dottorato alla Sorbona con una tesi intitolata "Mathematics and Logic in Contemporary Music".
Dopo aver completato i suoi studi in Francia, si trasferì in Belgio con suo marito, Horst-Jürgen Tittel, ex consigliere capo della presidenza della Commissione europea. Insieme lavorarono alla serie televisiva tedesca di 36 episodi Stahlkammer Zürich, per la quale la Bruzdowicz scrisse oltre quindici ore di musica. I due vissero nella Francia meridionale ed ebbero tre figli: Mark, Jan e Jörg Tittel.
Fu cofondatrice di svariate associazioni musicali (come l'Associazione Chopin-Szymanowski in Belgio, Jeunesses Musicales in Polonia, GIMEP in Francia, International Encounters in Music in Catalogna) e promosse il lavoro di numerosi compositori polacchi, portandoli alla luce in Europa e negli Stati Uniti.

## Produzione artistica
Come compositrice, Johanna Bruzdowicz si dedicò all'opera, alla musica cameristica e sinfonica, alla musica per l'infanzia e alla composizione per il cinema e la televisione. A lei si devono quattro concerti, numerosi pezzi da camera e oltre 25 ore di musica da film. Le sue composizioni sono state pubblicate in 12 CD e oltre 20 LP e la sua musica è stata utilizzata in trasmissioni televisive prodotte in Belgio, Francia, Germania e Polonia.
La sua produzione include diverse opere basate su celebri testi letterari, come Nella colonia penale (1972), sul testo omonimo di Franz Kafka, Le troiane (1973), sulla tragedia di Euripide, Le porte del Paradiso (1987), sul testo omonimo di Jerzy Andrzejewski.
Ebbe una lunga collaborazione artistica con la regista francese Agnès Varda, per la quale scrisse le colonne sonore dei film che vanno da Senza tetto né legge (leone d'oro a Venezia nel 1985) a Les Glaneurs et la Glaneuse (documentario vincitore di numerosi premi).
Collaborò anche con il regista Yves Angelo, per il quale scrisse le musiche del film Les Ames Grises, l'ultimo film interpretato da Jacques Villeret.

## Composizioni
- Concertino per due pianoforti, 1957-59
- Maly Apollo per soprano e pianoforte, 1961
- Wariacje per pianoforte, 1962
- Listy, miniatura per pianoforte, 1962
- Wariacje per quartetto d'archi, 1963
- Miniatury per clarinetto e pianoforte, 1963
- Koncert na wibrafon i fortepian, 1963
- Epigramy per violino solo, 1964
- Niobe per soprano, voce recitante ed ensemble strumentale, dopo Konstantegy Ildefons Galczynski, 1964
- Sept miniatures per flauto solo, 1964
- Wizyta per baritono e pianoforte, dopo Konstantegy Ildefons Galczynski, 1965
- Wierszyk o wronach per baritono e pianoforte, dopo Konstantegy Ildefons Galczynski, 1965
- Wczoraj per soprano e pianoforte, dopo Konstantegy Ildefons Galczynski, 1965
- Spij w spokoju per soprano e pianoforte, dopo Konstantegy Ildefons Galczynski, 1965
- Oto widzisz znowu idzie jesien per soprano e pianoforte, dopo Konstantegy Ildefons Galczynski, 1965
- Prosba o wyspy szczesliwe per soprano e pianoforte, dopo Konstantegy Ildefons Galczynski, 1965
- Juz kocham cie tyle lat per basso e pianoforte, dopo Konstantegy Ildefons Galczynski, 1965
- Etiudy przestrzenne, tre Lieder per coro a cappella, 1965
- Czystosc per soprano e pianoforte, 1965
- Erotyki per pianoforte, 1965
- Per Due, per violino e pianoforte, 1966
- Kwintet na instrumenty dete (quintetto di fiati), 1966
- Rysunki z przystani, sette miniature per mezzosoprano, flauto, pianoforte e percussioni, 1967
- Suite in memoriam Sergiej Prokofieff per orchestra, 1967
- Kolonia karna (Nella colonia penale), dramma musicale su testo di Franz Kafka, 1968
- Piesni do poematów Konstantego Ildefonsa Galczynskiego per ensemble vocale e strumentale, 1968
- Impressions per due pianoforti e orchestra, 1968
- Ek-Stasis, musica elettroacustica, 1969
- Éclairs per orchestra, 1969
- Phobos per nastro magnetico, 1969
- Esquisses per flauto, viola, violoncello e pianoforte, 1969
- Colonna sonora del film Objets a Réflexion di Berndt Nuberg, 1969
- Salto per percussioni e nastro magnetico, 1970
- Fas et nefas per nastro magnetico e chitarra preparata, 1970
- Stigma per violoncello solo, 1970
- Pehnidi per clavicembalo, 1970
- Jour d'ici et d'ailleurs per coro, quartetto vocale, narratore ed ensemble da camera, dopo Pauline Miguel, 1971
- Homo Faber, trilogia per nastro magnetico, 1971-75
- Les Troyennes, tragedia musicale, dopo Euripide, 1972
- Colonna sonora del film La Mort de Lord Chatterley di Gilles Katz, 1972
- Épitaphe (en mémoire de mon Père) per clavicembalo e nastro magnetico, 1973
- A claire voix per coro misto, tre corni, pianoforte e nastro magnetico, 1973
- Episode per pianoforte e trio d'archi, 1973
- Esitanza per due pianoforti e pianoforte a quattro mani, 1973
- Mater Polonica, fantasia sul tema Bogurodzicy per organo, 1973
- Colonna sonora del film Chita je t'aime di Gilles Katz, 1973
- Le Beau Danube Bleu per due pianoforti e nastro magnetico, 1973-74
- Koncert fortepianowy nr 1, 1974
- Etté per clarinetto solo, 1974
- Trio per mezzosoprano o baritono, violoncello e pianoforte, 1975
- Einklang per clavicembalo ed organo, 1975
- Symfonia, 1975
- Koncert skrzypcowy nr 1 (concerto per violino), 1975-76
- Die Geschichte eines neugierigen Vogels, musica da teatro per l'infanzia, 1976
- Le Petit Prince, balletto dopo Antoine de Saint-Exupéry, 1976
- Colonna sonora del film La Foret d'Orleans di Gilles Katz, 1976
- Inner Space – Outer Space per nastro magnetico, 1978
- Equivocità per clavicordo, 1978
- Von Liebe und Tod per voce maschile o femminile e nastro magnetico, dopo Lou Bruder, 1978
- Aquae Sextiae per quintetto di fiati ed orchestra di fiati, 1978
- October Sonata per pianoforte, 1978
- Colonna sonora del film Aussagen nach einer Verhaftung di George Moors, 1978
- Bartokalia for Béla Bartók per nastro magnetico, 1979
- Fantasia Hermantica na temat S-A-B-B-E per viola e pianoforte, 1979
- Tre contra tre per flauto, oboe, viola e tre percussioni, 1979
- Colonna sonora del film A propos de la neige fondue su Gilles Katz, 1979
- Neue Kinderszenen, suite di musica elettronica per bambini, 1980
- Marlos Grosso Brasileiras „Chant d'amitié” per flauto, violino, clavicembalo e nastro magnetico, 1980
- Trio dei Due Mondi per violino, violoncello e pianoforte, 1980
- Prelude and Fugue per clavicembalo, 1980
- Bramy Raju, dramma musicale, dopo Jerzy Andrzejewski, 1980-81
- Trio per Trio, suite di danze per flauto, violino e clavicembalo, 1981
- Dum spiro spero, musiche di scena per flauto e nastro magnetico, 1981
- Concerto for Double-Bass and Orchestra, 1982
- Para y contra per contrabbasso e nastro magnetico, 1982
- Oracle per fagotto o fagotto e nastro magnetico, 1982
- Dreams and Drums per percussioni, 1982
- Colonna sonora del film Tante Blandine di Guy Jorré, 1982
- Colonna sonora del film Islande di Philippe Morse, 1982
- Kwartet smyczkowy nr 1 „La Vita” (quartetto per archi), 1983
- Urbi et Orbi, Cantata per tenore, coro di voci bianche, due trombe, due tromboni e organo, 1985
- Colonna sonora del film Un échec de Maigret di Gilles Katz, 1985
- Colonna sonora del film Sans toit ni loi di Agnès Varda, 1985
- Colonna sonora della serie televisiva Stahlkammer Zürich di Celino Bleiweiss, Peter Fratcher e Kai von Kotze, 1985-89
- En attendant Anaïs, commedia musicale per bambini, 1988 diretta da Sylvain Cambreling al Théâtre de la Monnaie di Bruxelles
- Colonna sonora del film Le Jupon rouge di Genevieve Lefevbre, 1987
- Colonna sonora del film Le dernier prix (Seria 5 dernières minutes) di Gilles Katz, 1987
- Aurora Borealis per arpa ed organo, 1988
- Kwartet smyczkowy nr 2 „Cantus Aeternus” (quartetto per archi con voce recitante), 1988
- Colonna sonora del film Kung Fu Master di Agnès Varda, 1988
- Colonna sonora del film Jane B. par Agnès V. di Agnès Varda, 1988
- Four Seasons Greetings per orchestra d'archi da camera e solisti, 1988-78
- Colonna sonora del film Jeumont, 51 minutes d'arrêt di Gilles Katz, 1989
- La Espero, Cantata per soprano, baritono, clavicembalo e archi, 1990
- Je me souviens per Marimba, 1990
- Violin Sonata No. 1 „Il Ritorno”, 1990
- On Prayer per soprano e pianoforte, 1990
- Colonna sonora del film Jacquot de Nantes di Agnès Varda, 1991
- Tides and Waves, Opera-Musical, libretto di Jurgen Tillel e Joanna Bruzdowicz, 1991-92
- Stabat Mater per coro a cappella, 1993
- Spring in America, sonata per violino e pianoforte, 1994
- The Cry of the Phoenix, concerto per violoncello ed orchestra, 1994
- Colonna sonora del film L'homme que j'ai tué di Giorgio Ferrary, 1994
- Colonna sonora del film Les grandes dames du strip-tease di Françoise Levie, 1994
- World, cinque pezzi per soprano e pianoforte, dopo Czesław Miłosz, 1995-96
- Song of Hope and Love per violoncello e pianoforte, 1997
- Symfonia per due chitarre, percussioni e quartetto d'archi o orchestra da camera, 1997
- Colonna sonora del film Un Air si pur di Yves Angelo, 1997
- Colonna sonora del film Glaneurs et la glaneuse di Agnès Varda, 2000
- Colonna sonora del film Deux ans plus tard di Agnès Varda, 2002
- Salvador Dali, poema per baritono e pianoforte, dopo Paul Éluard, 2004
- Szesnascie obrazków z wystawy Salvadora Dali per pianoforte, 2004
- Fanfare for Celebration of Women in Music per ensemble strumentale e fiati, 2005
- Colonna sonora del film Les Ames grises di Yves Angelo, 2005
- Quintetto Tramuntana per sassofono e quartetto d'archi, 2006
- Colonna sonora del film Testudo, di Jörg Tittel, 2007
- Ave Maria per contralto e organo, 2007
- Toccata per organo solo, 2007
- Sinfonia n. 2 "Concertino for Orchestra", 2007
- Lella, oratorio profano per soprano, mezzosoprano, coro di cinque voci femminili, voce recitante, oboe, quartetto d'archi e percussioni, 2011[4]